# Droga wojewódzka 440
Die Droga wojewódzka 440 (DW 440) ist eine einen Kilometer lange Droga wojewódzka (Woiwodschaftsstraße) in der polnischen Woiwodschaft Niederschlesien, die den Bahnhof Borowa Oleśnicka in Borowa mit der Droga krajowa 8 verbindet. Die Strecke liegt im Powiat Wrocławski.

## Streckenverlauf
Woiwodschaft Niederschlesien, Powiat Wrocławski
-  Borowa (Bohrau, Kreis Oels) (DW 368)